# Delmarva

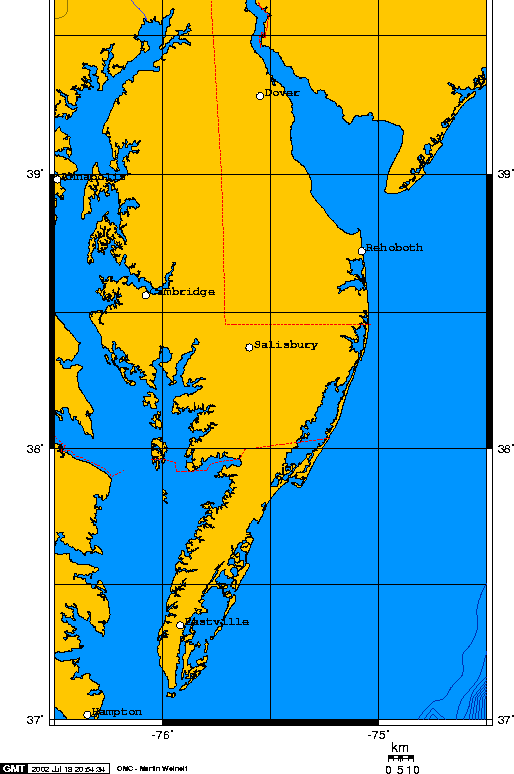
Półwysep Delmarva

Delmarva (Delmarva Peninsula) – półwysep w Ameryce Północnej, na wschodnim wybrzeżu Stanów Zjednoczonych, o długości około 290 km i szerokości maksymalnej około 100 km, położony pomiędzy zatokami Chesapeake a Delaware. Należy do stanów: Wirginia, Delaware i Maryland, stąd nazwa Del-Mar-Va.
Zachodnie wybrzeże półwyspu jest bagniste, natomiast wschodnie piaszczyste.
Na półwyspie rozwinęło się rolnictwo towarowe. Ludność półwyspu zajmuje się rybołówstwem oraz przetwórstwem rybnym w portach Chincoteague i Crisfield.